# Kent-osztály

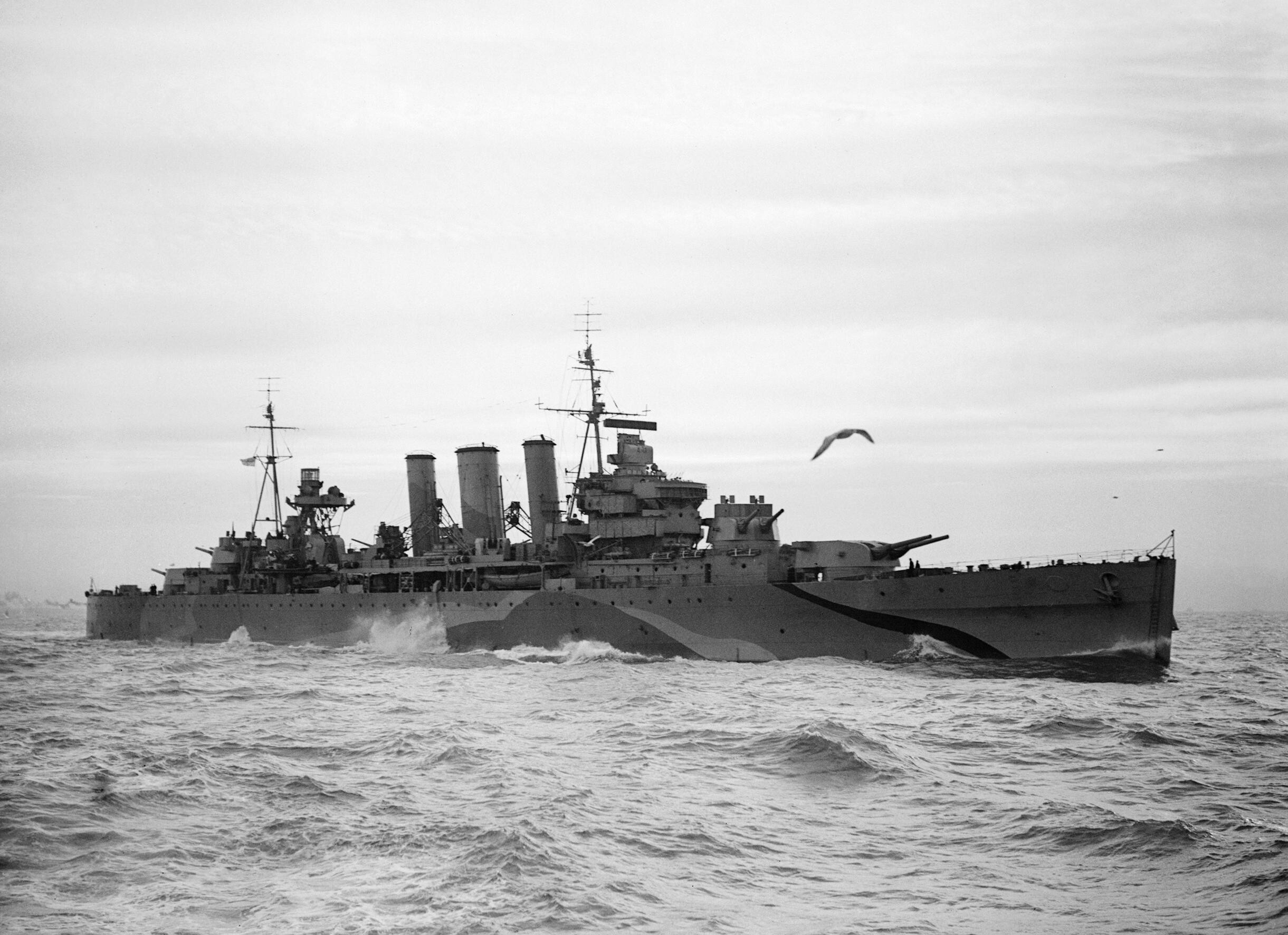
HMS Kent

A Kent-osztály egy angol nehézcirkáló-osztály volt. Az osztályba a HMS Berwick, HMS Cornwall, HMS Cumberland, HMS Kent, HMAS Australia és HMAS Canberra, HMS Suffolk tartozott.

## Az osztály jellemzése
Az osztályba tartozó hajók szerkesztési vízkiszorítása építésük idején 9750-9890 ts ( ts=angol tonna) között volt. Később kb. 10900 ts-re nőtt. Bevetési vízkiszorításuk a kezdeti 13 630 ts-ről 14 490-14 910 ts-re emelkedett. A hajók teljes hossza 192,0-192,9m között volt. Legnagyobb szélességük 20,83 m. Merülésük 6,25 m-ről 6,7-6,9 m-re változott. A hajók közül a HMS Berwick, HMAS Australia és HMAS Canberra 4 Brown-Curtiss, a többi hajó pedig 4 Parsons turbinát kapott. A turbinákat 8 db Admirality típusú kazán látta el gőzzel. A főgépek teljesítménye kb. 58 900 kW (80 000 LE) volt csavartengelyen mérve. A legnagyobb sebességük 32,5 csomó volt (1/3 terheléssel). A hajók hatótávolsága 10 400 tengeri mérföld volt 11 csomós és 3100 tengeri mérföld 31,5 csomós sebességgel. Tüzelőanyag kapacitásuk 3200-3400 ts.
Az osztály hajóinak oldalpáncélzata nem volt, csak övpáncéljuk és a fedélzet kapott 38–76 mm (1,5-3 hüvelyk) páncélzatot. Fegyverzetük 8 db 203 mm-es (8 hüvelyk) gyorstüzelő ágyú 4 db toronyban, nehéz légvédelmi tüzérség először 4 db, később 8 db 102 mm-es (4 hüvelyk) löveg 4 helyen telepítve, valamint 8 db 533 mm-es (21 hüvelyk) torpedóvetőcső négyesével beépítve. Személyzetük 685-710 fő volt. A HMS Cumberland és a HMS Suffolk 1935–1937 között repülőgép indító katapultot és a hátsó árbóc előtt tároló hangárt kapott.
A HMS Cornwall-t és a HMS Dorsetshire-t 1942. április 5-én japán repülőgépek elsüllyesztették az Indiai-óceánon. A HMAS Canberra 1942. augusztus 9-én Guadalcanal-nál japán cirkálókkal és rombolókkal vívott harc közben olyan súlyosan megsérült, hogy az USS Ellet romboló kénytelen volt elsüllyeszteni.